# Zífid de l'Indopacífic
El zífid de l'Indopacífic (Indopacetus pacificus) és una espècie de zífid, considerat recentment com l'espècie de cetaci més rara, tot i que ara aquesta posició és ocupada pel zífid de dents de pala. Aquesta espècie té una llarga història plena d'identificacions errònies, la majoria de les quals ja han estar resoltes. Un crani descobert a Mackay (Queensland, Austràlia) forní la descripció inicial, però algunes autoritats insistien a classificar-lo com a balena amb bec de True o un zífid cap d'olla femella i no com a espècie nova. Una balena duta pel corrent a prop de Danae (Somàlia) el 1955 fou processada en fertilitzants, deixant-ne només el crani. El biòleg Joseph C. Moore l'utilitzà per demostrar que es tractava d'una espècie distinta.